# Aleksios Kolitsopulos
Aleksios Kolitsopulos (gr. Αλέξηος Κολιτσόπουλος; ur. 24 kwietnia 1975) – grecki zapaśnik walczący w stylu klasycznym. Olimpijczyk z Aten 2004, gdzie zajął dwunaste miejsce w kategorii 74 kg.
Dwukrotny uczestnik mistrzostw świata; dziewiąty w 1995. Dziesiąty na mistrzostwach Europy w 1997. Srebrny medalista igrzysk śródziemnomorskich w 2001 i szósty w 1997. Trzeci na wojskowych MŚ w 2001. Czwarty na MŚ juniorów w 1992 roku.
- Turniej w Atenach 2004

Pokonał Azera Vüqara Aslanova i przegrał z Węgrem Tamásem Berziczą i Uzbekiem Aleksandrem Dochturiszwilim.